# آي إيه سي (شركة)
شركة آي إيه سي. هي شركة أمريكية تحمل الاحتفاظ التي تمتلك العلامات التجارية في 100 دولة، معظمها في وسائل الإعلام والإنترنت.  بدأت الشركة في عام 1996 باسم شركة أتش أس أن. كشركة حاملة لشركة شبكة التسوق الرئيسية وشركة يو إس إيه نيتورك قبل أن تغير اسمها إلى 
شركة يو إس إيه نيتوركس. في عام 1999 وتم بيع أصولها التلفزيونية إلى شركة فيفاندي في عام 2002. هذه الآن مملوكة لـ إن بي سي العالمية، وهي شركة تابعة لـ كومكاست.
تأسست الشركة بموجب قانون الشركات العامة لولاية ديلاوير  ويقع مقرها الرئيسي في مدينة نيويورك .  جوي ليفين ، الذي قاد سابقًا قطاع البحث والتطبيقات في الشركة،  يشغل منصب الرئيس التنفيذي منذ يونيو 2015. 

## الشركات التابعة
يتم تصنيف أعمال آي إيه سي إلى قطاعات مميزة لأغراض إعداد التقارير المالية. وتسمى هذه القطاعات من قبل الشركة بـ شركة أنجي.، و دوتداش ميريديث و سيرش، وإيميرجنج أند أزرز. قد يكون لكل نشاط تجاري مدرج العديد من العلامات التجارية المرتبطة به.

### شركة أنجي
في 1 مايو 2017، أعلنت شركة آي إيه سي أنها دخلت في اتفاقية نهائية مع قائمة أنجي لدمج هوم أدفيسورز ، وهو سوق رقمي لخدمات الصيانة والإصلاح، وقائمة أنجي في شركة جديدة مدرجة في البورصة باسم شركة أنجي للخدمات المنزلية   وفي مارس 2021، غيرت الشركة اسمها إلى أنجي. 
- Angi
- CraftJack
- Fixd Repair
- Handy
- HomeAdvisor[11]
- HomeStars (Canada)
- ImproveNet
- Instapro (Italy)
- mHelpDesk
- MyBuilder (United Kingdom)
- MyHammer (Germany, Austria)
- Travaux.com (France)
- Werkspot (Netherlands)

### دوتداش ميريديث
- Allrecipes
- Better Homes & Gardens
- The Balance
- Brides
- Byrdie
- EatingWell
- إنترتينمنت ويكلي
- Food + Wine
- Health
- InStyle
- إنفستوبيديا
- لايف واير
- Liquor.com
- Martha Stewart Living
- MNI Targeted Media
- MyDomaine
- People
- People en Español
- Real Simple
- Serious Eats
- Shape
- Simply Recipes
- Southern Living
- The Spruce
- ThoughtCo
- Travel + Leisure
- TreeHugger
- TripSavvy
- Verywell

### مواقع بحث
- Ask Media Group[12]
- Ask Applications

### آخرى
- Care.com
- ذا ديلي بيست
- IAC Films
- Mosaic Group
- Newco
- Vivian Health

## الشؤون المؤسسية للشركة

### مجلس إدارة
يتكون مجلس إدارة الشركة من الأعضاء التاليين: 
- باري ديلر ، رئيس مجلس الإدارة
- فيكتور كوفمان، نائب الرئيس
- تشيلسي كلينتون ، مديرة [14]
- إدغار برونفمان جونيور ، مدير
- مايكل ايزنر ، مدير
- الأمير ألكسندر فون فورستنبرج ، مدير
- بوني هامر ، مدير
- جوي ليفين، مدير
- بريان لورد ، مدير
- ديفيد روزنبلات، مدير
- آلان سبون، مدير
- ريتشارد ف. زانينو، مدير

## أنظر أيضاً
- بوابة شركات